# Mädchengymnasium

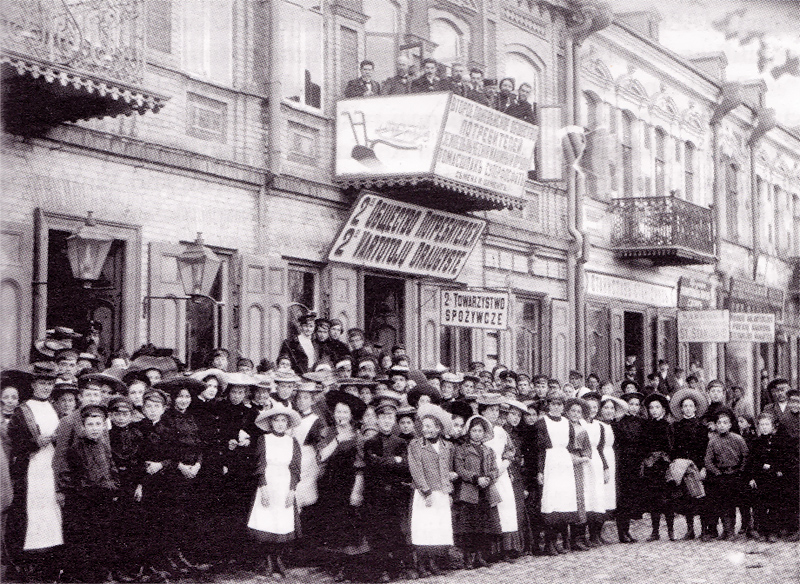
Vorläufiges Mädchengymnasium im Gebäude der Stadtverwaltung von Panevėžys, 1907

Ein Mädchengymnasium (gelegentlich auch Lyzeum bzw. Oberlyzeum genannt) ist eine höhere Bildungseinrichtung für Mädchen. 
Die ersten wurden im späten 19. Jahrhundert gegründet. In der Gegenwart gibt es nur noch wenige Mädchengymnasien im deutschsprachigen Raum. Die meisten höheren Schulen sind koedukativ für Mädchen und Jungen.

## Europa

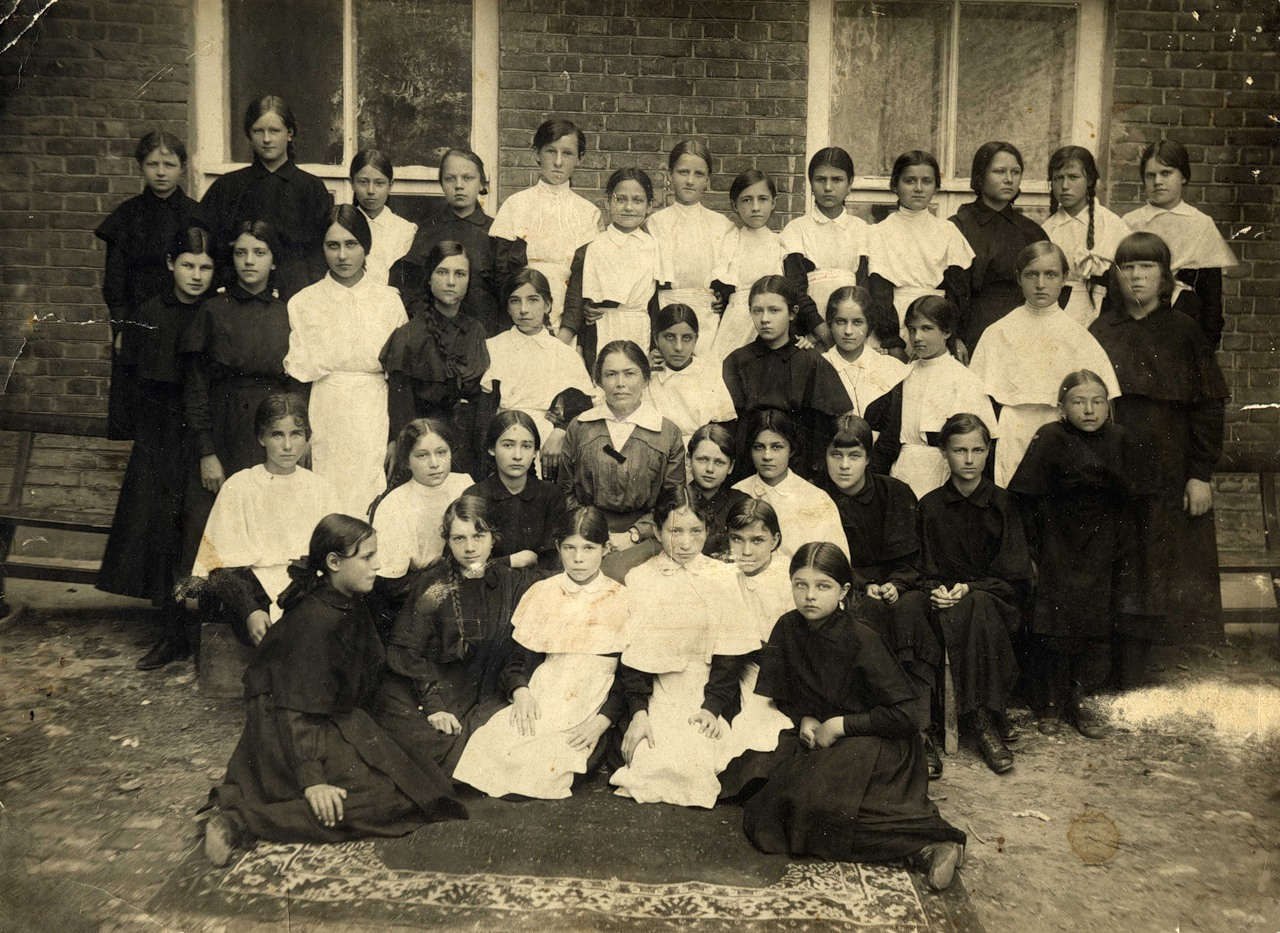
Mädchengymnasium in Taganrog in Süd-Russland, 1916

In Italien konnten einige Frauen bereits im 16. Jahrhundert die Universität besuchen.
In den meisten europäischen Ländern gab es im 19. Jahrhundert ein entwickeltes System höherer Mädchenbildung, wie die speziellen Frauenhochschulen in Großbritannien oder Mädchengymnasien und die Bestuschew-Kurse in Russland seit den 1870er Jahren.
In der Schweiz konnten Frauen bereits seit 1840 studieren.

## Österreich-Ungarn
1890 wurde in Prag das tschechischsprachige Mädchengymnasium Minerva als erstes in Mitteleuropa gegründet. Es bot einen zweijährigen Vorbereitungskurs und einen vierjährigen Oberkursus an. Die Abschlussprüfung erfolgte zunächst gastweise an einem Knabengymnasium. 1892 folgte in Wien ein Mädchengymnasium durch den Verein für erweiterte Frauenbildung, zu welcher der zuständige Unterrichtsminister zwar seine Zustimmung gab, sich jedoch die Entscheidung darüber noch vorbehielt, ob deren Reifeprüfung auch die Zulassung zu einem Hochschulstudium gewährleisten sollte. Das erste und einzige deutschsprachige Mädchenrealgymnasium in Prag wurde um 1911 gegründet.

## Deutschland

### Vorgeschichte
Seit dem 18. Jahrhundert gab es in den deutschen Territorien höhere Mädchenschulen, die eine etwas gehobenere Bildung boten, jedoch nicht zum Universitätsstudium berechtigten.

Für deren Absolventinnen war danach nur der Besuch eines Lehrerinnenseminars als höhere Ausbildung möglich.
1887 formulierte Helene Lange die Forderung nach einer gymnasialen Ausbildung auch für Mädchen in der Schrift Über die höhere Mädchenschule und ihre Bestimmung, die aber keine unmittelbaren Folgen hatte.

### 1889–1944
1889 wurden auf Initiative von Helene Lange erstmals Realkurse für Mädchen in Berlin angeboten, die Fächer wie Latein und Naturwissenschaften anboten, die bis dahin nur an Knabenschulen unterrichtet wurden. 1893 wurden diese in Gymnasialkurse umgewandelt, die Ostern 1896 die ersten Abiturientinnen im Deutschen Reich hervorbrachten.
1893 wurde das Mädchengymnasium in Karlsruhe durch den Verein Frauenbildungs-Reform unter Leitung von Hedwig Kettler gegründet, das 1899 die ersten Abiturientinnen entließ. 
1894 folgten Gymnasialkurse in Leipzig vom Allgemeinen Deutschen Frauenverein (ADF) durch Käthe Windscheid.
Danach wurden weitere Mädchengymnasien im Deutschen Reich gegründet, 1904 gab es bereits 20 mit etwa 800 Schülerinnen. Diese dauerten meist vier oder sechs Jahre und setzten in der Regel den erfolgreichen Abschluss einer höheren Mädchenschule voraus.
1908 wurde in Preußen erstmals ein umfassendes Gesetz zur Mädchenbildung beschlossen, das auch die Organisation von Mädchengymnasien und deren Hochschulzugangsberechtigungen regelte.
In Gegenden ohne Mädchengymnasium durften einzelne Schülerinnen auf Antrag Jungengymnasien besuchen, was jedoch selten geschah. 1927 wurden die Mädchengymnasien den Jungengymnasien formal gleichgestellt. 1938 gab es eine weitere umfassende Schulreform.

### Seit 1945
Nach 1945 gab es in der Sowjetischen Besatzungszone und in der DDR nur noch ein Mädchengymnasium, die katholische Theresienschule in Berlin-Prenzlauer Berg, ansonsten erfolgte ausschließlich eine koedukative Ausbildung von Mädchen und Jungen.
In der Bundesrepublik war dagegen bis in die frühen 1970er Jahre der getrennte Unterricht der Normalfall in Gymnasien. Erst mit der umfassenden Bildungsreform nach 1968 etablierte sich auch hier die Koedukation als allgemeiner Standard.
In der Gegenwart gibt es in Deutschland nur noch wenige reine Mädchengymnasien.

## Mädchengymnasien (Auswahl)

### Deutschland
Chronologisch

1905 gab es 20 Mädchengymnasien oder Gymnasialkurse im Deutschen Reich mit etwa 800 Schülerinnen
- 1893 Gymnasialkurse, Berlin, von Helene Lange, 1896 erste Abiturientinnen, seit 1902 Realgymnasialkurse, 1904 116 Schülerinnen
- 1893 Mädchengymnasium, Karlsruhe, 1899 erste Abiturientinnen, 1904 77 Schülerinnen
- 1894 Gymnasialkurse, Leipzig, durch Käthe Windscheid, seit 1902 Realgymnasialkurse
- 1899 Gymnasium und Realgymnasium, Stuttgart
- um 1900 Realgymnasialkurse, Baden-Baden
- 1900 Gymnasialkurs, Berlin, durch Verein Frauenbildung – Frauenstudium

- 1900 Realgymnasium, Breslau, 1904 57 Schülerinnen
- um 1900 Realgymnasium, Charlottenburg, 1904 50 Schülerinnen
- 1900 Realgymnasium, Frankfurt am Main
- 1901 Oberrealschule, Mannheim, 1904 95 Schülerinnen
- 1902 Realgymnasium, Schöneberg bei Berlin
- um 1902 Realgymnasium, Darmstadt, durch Verein
- um 1902 Realgymnasium, Hamburg, durch Verein, 1904 51 Schülerinnen
- um 1902 Realgymnasium, Hannover, durch Verein
- um 1902 Gymnasium, Köln, durch Verein, Frankfurter Lehrplan
- um 1902 Gymnasium, Königsberg i. Pr., durch Verein
- um 1902 Gymnasium, München, durch Verein
- um 1902 Gymnasium und Realgymnasium, Nürnberg, durch Verein
- 1903 Straßburg i. E., Realgymnasium, durch Verein Frauenstudium
- 1904 Gymnasium, Bamberg, Privatschule
- 1911 Gymnasialkurs an der Höheren Töchterschule, München, später Luisengymnasium

Bestehende Mädchengymnasien

### Weitere Länder
Österreich
- Mädchengymnasium, Wien, seit 1892, erstes Mädchengymnasium in Österreich
- Realgymnasium, Wien, 1912–1976

Schweiz
- Gymnasialkurse an der Höheren Töchterschule der Stadt Zürich, seit 1904

Tschechien
- Mädchengymnasium Minerva, Prag, 1890–1953, erstes Mädchengymnasium in Mitteleuropa, tschechisch
- Deutsches Mädchen-Reformrealgymnasium, 1898 Gymnasialklasse am Lyzeum, seit etwa 1921 Realgymnasium, bis etwa 1944

Litauen
- „Saulės“-Mädchengymnasium, Kaunas, 1926–1940
- Mädchengymnasium Panevėžys, Panevėžys, 1925–1949